# إس تي إس
إس تي إس (بالإنجليزية: STS) هي محطة تلفزيون، واستوديو أفلام، وشركة إنتاج أفلام روسية، تأسست في 1996، يقع مقرها في موسكو.